# ランチア・ベータ・モンテカルロ・ターボ
ランチア・ベータ・モンテカルロ・ターボ（Lancia Beta Montecarlo Turbo）とは、ランチアが1979年のメイクス世界選手権・ディビジョン2（2リッター以下クラス）参戦のために開発・製作したグループ5レーシングカーである。

## 概要
1976年、ランチアはストラトスでスポーツカーレースに参戦したものの、期待した結果を残すことは出来なかった。しかし1979年、ランチアはベータ・モンテカルロ・ターボを開発し、再びスポーツカーレースの舞台に復帰することになった。
ベータ・モンテカルロ・ターボは、1979年のメイクス世界選手権（WCM）でディビジョン2（2リッター以下クラス）のタイトル獲得を始め、1980年のWCMと1981年の世界耐久選手権（WEC）で2年連続で総合・ディビジョン2の両タイトルを連覇。更に1980年のドイツレーシングカー選手権（DRM）でのドライバーズタイトル獲得と、ランチアに多くのタイトルをもたらした。

## マシン

### シャシー

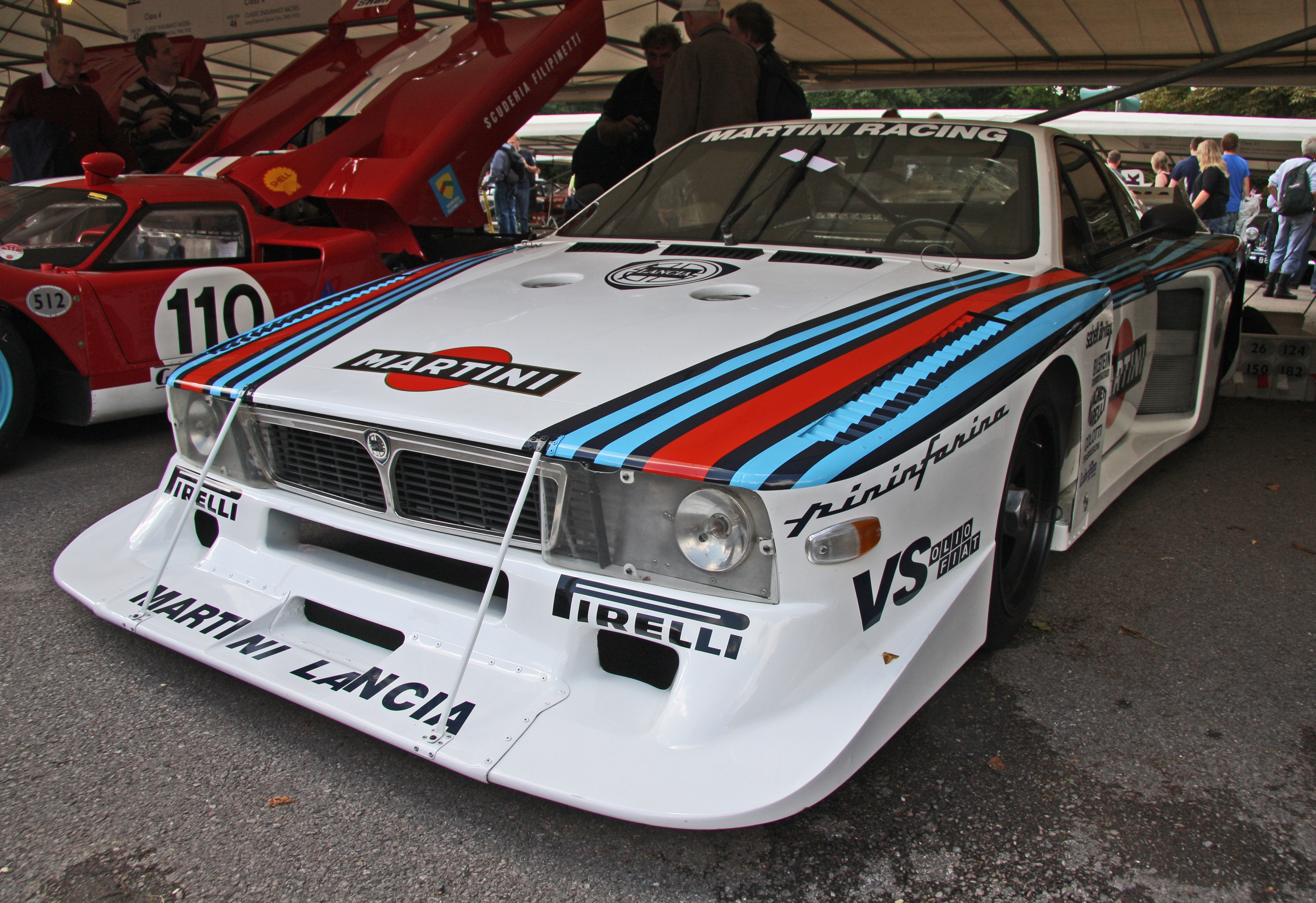
ベータ・モンテカルロ・ターボの大型のチンスポイラー

シャシー、サスペンションの開発はダラーラが請け負い、空力開発はピニンファリーナのロレンツォ・ラマチョッティが担当。エンジン開発はランチアのチーフエンジニア、ジャン二・トンティ自ら開発を指揮した。
シャシーはベータ・モンテカルロのボディシェルのうちセンターセクションのみを使用し、前後に接続したスペースフレームにサスペンション、エンジンを装備。サスペンションは、ベースモデルに準じて前後ともマクファーソンストラットを使用。タイヤはピレリのラジアルタイヤを装備していた。ボディカウルにはケプラーを使用し、FRPより約3割の軽量化を達成した。
ベータ・モンテカルロ・ターボにおいて先進的だったのは、パーツの耐久性を考慮してセッションごとに各コンポーネンツを交換していたことで、この時代ではF1でのみ行われていたレース戦略だった。

### エンジン
ベータ・モンテカルロ用のNA直4エンジンをベースにターボ化され、横置き・ミッドシップに搭載された。排気量2リッター以下のディビジョン2のレギュレーションに対応するため排気量を2,000ccから1,425ccに縮小、ターボはKKK製を採用した。エンジンヘッドは、フィアットアバルト131と共通のDOHC16バルブヘッド採用。エンジン自体を前傾させ低重心化を図った。エンジン出力は370ps/8800rpmを発生し、最終的には473ps/9500rpmまでパワーアップした。

## 戦績

### 1979年
ベータ・モンテカルロ・ターボは1978年夏に開発がスタートし、9月には設計を完了。12月18日、ピニンファリーナのファクトリーでプレス発表を行った。この時点ではWRCで活躍中のフィアット・アバルト131用のNAエンジンを搭載していたが、1979年4月22日、ヴァレルンガで改めてターボ搭載車を公開した。

#### メイクス世界選手権

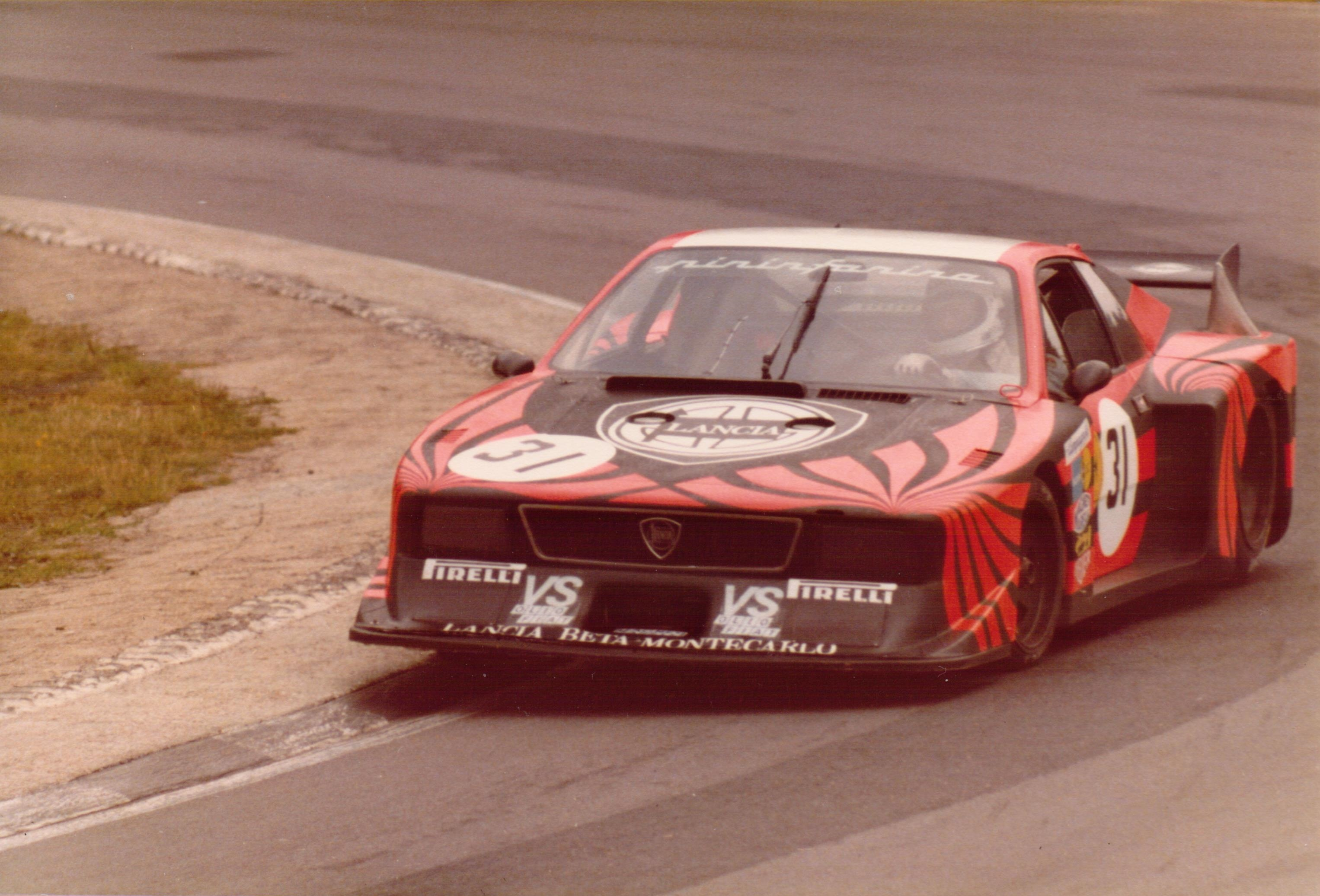
1979年のブランズハッチを制したパトレーゼ/ロール組のマシン

1979年のWCMには、ワークスのランチア・コルセのみが参戦。リカルド・パトレーゼとカルロ・ファセッティ、ワルター・ロールを中心にドライバー陣を編成した。第4戦 シルバーストーン6時間でデビューし、次戦のニュルブルクリンク1000kmでディビジョン2クラスの4位に入賞し初ポイントを獲得。第6戦 コッパ・フローリオではポルシェ・935使用チームが出場していなかったこともあり、総合で2位に入賞しクラス優勝も達成した。その後第8戦 ブランズハッチ6時間でもクラス優勝した。79年、ベータ・モンテカルロ・ターボはシーズン途中からの参戦ながら5戦2勝でディビジョン2タイトルを獲得し、総合ランキングでも2位に入る活躍を見せた。

#### ジーロ・アウトモビリスティコ・ディターリア
シーズンオフに開催されたジーロ・ディターリアにはジル・ヴィルヌーヴ、ワルター・ロール/クリスチャン・ガイストドルファー組とリカルド・パトレーゼ、マルク・アレン/イルッカ・キビマキ組の2台をエントリーさせた。2台のベータ・モンテカルロ・ターボはレースを支配していたものの、イモラ‐ミサノ間のリエゾン区間で高速道路を走行するレギュレーション違反により、2台とも失格に終わった。

### 1980年

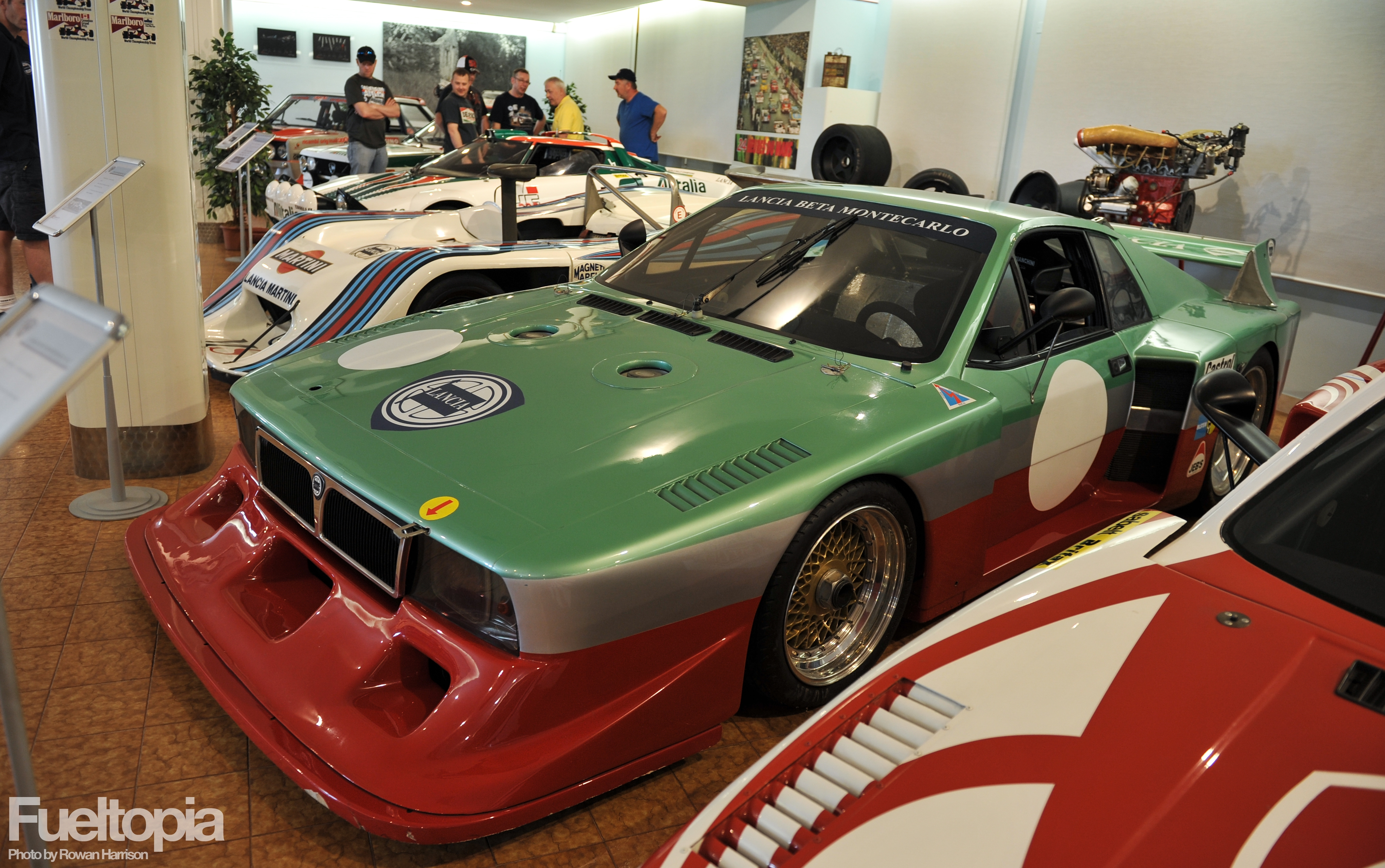
ジョリークラブのモンテカルロ・ターボ（1980）

1980年仕様車は、エンジン出力が410hpと前年より30hp向上。車重は前年より40㎏軽量化され、一段と競争力を向上させた。更にサスペンション・ジオメトリーの改良や、フロント15インチ、リア19インチとタイヤサイズの変更も行われた。マシン名はベータの呼称が外れ、モンテカルロ・ターボとなった。

#### メイクス世界選手権
1980年のWCMのメイクスラウンドに、ワークスはパトレーゼとロールを主力ドライバーとしてエディ・チーバー、ミケーレ・アルボレート、ピエルカルロ・ギンザーニ、ジャンフランコ・ブランカテリ、テオ・ファビらの若手イタリアンを抜擢。加えてハンス・へイヤーなど開催国の地元ドライバーも起用された。セミワークスのジョリークラブもカルロ・ファチェッティ、マルティーノ・フィノットの両ドライバーを擁して選手権に参戦した。

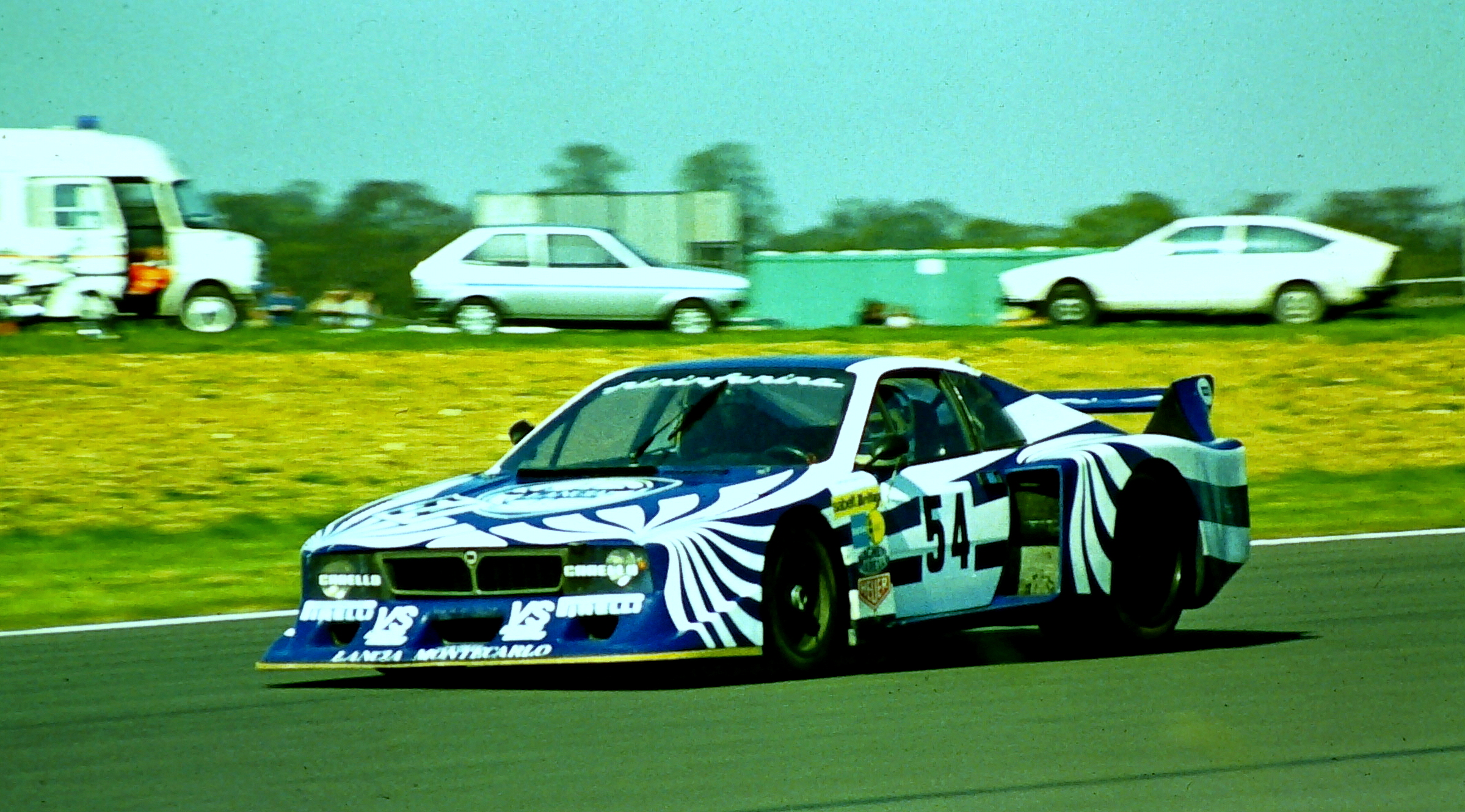
1980年のシルバーストン6時間を制したロール/アルボレート組のマシン

WCM開幕戦 デイトナ24時間にワークスは参戦しなかったが、ジョリークラブがクラスウィンの好成績を上げた。第2戦 ブランズハッチ6時間で、ワークスは総合で1‐2フィニッシュを記録し、第3戦 ムジェロ6時間では2リッター以上クラスのディビジョン1にもマシンをエントリーさせ、2戦連続で総合の1‐2フィニッシュを達成した。その後第8戦 ワトキンズ・グレン6時間でも総合で1‐2フィニッシュで優勝した。ランチアはディビジョン2で10戦全勝、総合・ディビジョン2の両部門でタイトルを獲得した。

#### ドイツレーシングカー選手権
ランチアは1980年シーズン、WCMに加えてドイツレーシングカー選手権（DRM）にも進出した。GSチューニングのハンス・へイヤーがディビジョン2で13戦中2勝をあげ、BMW・320ターボに乗るハンス＝ヨアヒム・スタックやフォード・カプリ・ターボを駆るクラウス・ルートヴィッヒらを抑えて総合タイトルを奪取した。

#### ジーロ・アウトモビリスティコ・ディターリア
1980年のジーロ・ディタリアにはグループ6仕様で参戦。#698 リカルド・パトレーゼ、マルク・アレン/イルッカ・キビマキ組が優勝。#699 ミケーレ・アルボレート、アッティリオ・ベッテガ/アルナルド・ベルナッキーニ組も2位に入り1‐2フィニッシュを飾った。#699には、通常のターボエンジンではなくスーパーチャージャー装備エンジンが搭載されていた。このエンジンはその後037ラリーに転用され、1983年WRCでマニュファクチャラーズタイトルを獲得した。またヨーロッパラリー選手権で1983年から1985年にかけて3年連続でチャンピオンを輩出した。

### 1981年
1981年も世界耐久選手権（WEC）と改称されたスポーツカー世界選手権のディビジョン2のメイクス戦に参戦を継続。2リッター以上のディビジョン1用に490psを発揮する1,773ccターボエンジンも用意された。

#### 世界耐久選手権
1981年のランチア・コルセは、デイトナ24時間、モンツァ1000㎞、シルバーストン6時間と3戦連続で全滅とシーズン前半は極度の不振だったが、ジョリークラブなどプライベーターがクラス優勝を続けポイントを重ねていった。メイクスラウンド第4戦のニュルブルクリンク1000㎞でも、GSチューニングのハンス・へイヤー/ピエルカルロ・ギンザーニ組がクラス優勝し、プライベーターの活躍によって4連勝を飾った。
ランチア・コルセはル・マン24時間に3台をエントリーさせ、グループ5クラス2位（2リッター以下クラス優勝）とようやく好成績を残した。その後メイクスラウンド最終戦のワトキンズ・グレン6時間でも、パトレーゼ/アルボレート組、アンドレア・デ・チェザリス/アンリ・ペスカロロ組により1‐2フィニッシュで優勝した。
結果、ランチアはメイクスタイトルの掛かった6レースを全勝し、ディビジョン2のメイクスタイトルを3連覇することになった。総合でも第7戦 ニュルブルクリンクでのディビジョン1クラスで獲得した6ポイントの加算により、連覇を果たした。

#### ドイツレーシングカー選手権
81年のDRMは競争力が増したフォード・カプリ・ターボがシリーズを支配し、チャンピオンマシンとなった。ランチアはへイヤー2勝でドライバーズ・ランキング4位。ジークフリート・ミューラー・ジュニアはランキングに5位終わった。
ワークスを中心としたWEC、DRMでの活動は1981年限りで終了したが、ベータ・モンテカルロ・ターボに搭載されていたエンジンは、新たなフィールドで活躍を続けた。1982年のWECにフルエントリーしたグループ6マシン、LC1にはベータ・モンテカルロ・ターボのエンジンが流用された。LC1は1982年のWECで3勝を上げ、ポルシェ・956に対抗できる唯一のマシンとして、最後までドライバーズ・タイトルを争った。